# Juliet Aubrey
Juliet Aubrey (Fleet, 17 dicembre 1966) è un'attrice britannica.

## Biografia
Recita in un ruolo secondario nel film Vite sospese e da lì inizia la sua lunga carriera cinematografica e televisiva. Ha recitato in molti film televisivi, ottenendo un grande successo grazie alle serie The White Queen e Hunted. Nel 1995 viene premiata con il British Academy Television Award per la miglior attrice per Middlemarch.

## Filmografia

### Cinema
- Vite sospese (Shining Through), regia di David Seltzer (1992)
- Jona che visse nella balena, regia di Roberto Faenza (1993)
- Go Now, regia di Michael Winterbottom (1995)
- Benvenuti a Sarajevo (Welcome to Sarajevo), regia di Michael Winterbottom (1997)
- For My Baby, regia di Rudolf van den Berg (1997)
- Food of Love, regia di Stephen Poliakoff (1997)
- Still Crazy, regia di Brian Gibson (1998)
- Il tempo dell'amore, regia di Giacomo Campiotti (1999)
- L'amante perduto, regia di Roberto Faenza (1999)
- Iris - Un amore vero (Iris), regia di Richard Fayre (2001)
- The Constant Gardener - La cospirazione (The Costant Gardener), regia di Fernando Meirelles (2005)
- Caught in the Act, regia di Matt Lipsey (2008)
- F, regia di Johannes Roberts (2010)
- Black Coffee, No Sugar, No Cream, regia di Mark Harris (2014)
- The Infiltrator, regia di Brad Furman (2016)
- Mine, regia di Fabio Guaglione e Fabio Resinaro (2016)
- Fallen, regia di Scott Hicks (2016)

### Televisione
- The Last Vampyre (Il Vampiro del Sussex) - film TV serie The Casebook of Sherlock Holmes (1993)
- Middlemarch – serie TV, 7 episodi (1994)
- Giacobbe (Jacob), regia di Peter Hall – film TV (1994)
- Death of a Salesman – film TV (1996)
- The Moth – film TV (1996)
- Supply & Demand – film TV (1996)
- The Unknown Soldier, regia di David Drury – film TV (1998)
- Extremely Dangerous – miniserie TV, 4 puntate (2000)
- Cyclops – fim TV (2001)
- Berthie and Elizabeth – film TV (2002)
- Ella and the Mothers – film TV (2002)
- Only with Their – film TV (2002)
- The Mayor of Casterbridge – film TV (2003)
- Dalziel and Pascoe – miniserie TV, 2 puntate (2005)
- A Good Murder – film TV (2005)
- L'ispettore Barnaby (Midsomer Murders) – serie TV, episodio 9x06 (2006)
- Judge Jhon Deed – miniserie TV, 2 puntate (2007)
- A Class Apart – film TV (2007)
- Criminal Justice – miniserie TV, 5 puntate (2008)
- Casualty – serie TV, 62 episodi (2007-2009)
- Law & Order: UK – serie TV, 1 episodio (2009)
- Five Daughters – miniserie TV, 3 puntate (2010)
- Cuore d'Africa (Wild at Heart) – serie TV, 11 episodi (2009-2010)
- Primeval – serie TV, 28 episodi (2007-2011)
- Outcasts – serie TV, 2 episodi (2011)
- Super Eruption – film TV (2011)
- Testimoni silenziosi (Silent Witness) – serie TV, 2 episodi (2011)
- Hunted – serie TV, 6 episodi (2012)
- Lilyhammer – serie TV, 1 episodio (2012)
- The White Queen – miniserie TV, 7 puntate (2013)
- The Village – serie TV, 2 episodi (2014)
- Snatch – serie TV, 10 episodi (2017)
- Professor T. – serie TV, 15 episodi (2021-2024)